# الأمير إسكالوس
الأمير إسكالوس (بالإنجليزية: Prince Escalus)‏ أمير فيرونا في رواية روميو وجولييت للكاتب المسرحي وليم شكسبير

## دوره في المسرحية
الأمير إسكالوس، هو محلل المشاكل بين العائلات المتناحرة. وهو ينحدر من عائلة سكاليغيري التي حكمت فيرونا، على الأرجح في عصر البطريرق برثلماوس الأول، وقد كان إسكالوس يمثل السلطة في فيرونا. 
لم يظهر اسكالوس سوى ثلاث مرات في النص فقط لإدارة العدالة بعد الأحداث الرئيسية في مواقف العداء بين حزبي كابوليت ومونتاج. حيث عاقب كلاً من حزبي كابوليت ومونتاج على الخلاف بين تيبالت وبينفوليو، وعدد قليل من الخدم. بعد ذلك يعود بعد فوات الأوان لوقف المشاجرات القاتلة بين تيبالت وميركيتيو، ومن بعدها بين تيبالت ووروميو. 
فيما بعد يستعد إسكالوس لإعدام روميو بسبب قتل تيبالت، لكنه يخفف الحكم إلى النفي من فيرونا، وذلك عندما شهد بنفوليو على أن تايبالت هو من بدأ المشاجرة وقتل ميركيتيو، أحد أقرباء الأمير. بعد ذلك يصرخ في اللورد مونتاج للانخراط والتدخل في العداء بينهم، حيث كان هو السبب الرئيسي الذي أدى إلى قتل كلاً من تيبالت وميركيتيو. 
بعد ذلك الأمير إسكالوس يعود في المشهد الأخير- في أعقاب الانتحار المزدوج لروميو وجولييت، حيث يعلن ان اللورد مونتاج واللورد كابوليت هما السبب في وفاة روميو وجولييت، ويخبرهم بغضب أن عداءهم عديم الفائدة أدى إلى وفاة ليس فقط أحبائهم (السيدة مونتاج وروميو وجوليت وتيبالت ) ، ولكن أيضًا أدت إلى وفاة أحبائه هو كذلك وهم (باريس وميركيتو). أصدر الأمير إسكالوس عفواً لفريار لورانس لدوره في وفاة جولييت. ويلعن ان العداء هو الذي قتل روميو وجولييت الذي يشعر بالحزن حقًا لاجله، قبل أن يتصالح اللوردات مع بعضهما البعض. في النهاية، يصبح الأمير إسكاليس سعيدًا للغاية لأن الخلاف قد انتهى، حتى لو كان بثمن باهظ، حيث انه انتهى في وقت متأخر.

## مقالات ذات صلة
- روميو
- جولييت